# Thomas Fuller (calculista mental)
Thomas Fuller (1710 – dezembro de 1790), também conhecido como "Negro Tom" e "Virginia Calculator", foi um escravizado africano nos EUA conhecido por suas habilidades matemáticas. Fuller foi um dos primeiros casos registrados na literatura de síndrome do sábio, quando em 1789, Benjamim Rush, o pai da psiquiatria americana, descreveu sua incrível habilidade de calcular, mas que de matemática sabia pouco mais do que contar. Sua habilidade foi usada como prova de que negros escravizados eram iguais aos brancos em inteligência, o que alimentou algumas discussões pró-abolicionistas.

## História
Nascido na África em algum lugar entre a atual Libéria e Benin, Fuller foi escravizado e enviado para a América em 1724 com a idade de 14 anos, eventualmente se tornando propriedade legal de Presley e Elizabeth Cox de Alexandria, Virgínia. Tanto Fuller quanto os Cox eram analfabetos. Os Coxes escravizaram 16 pessoas e pareciam valorizar Fuller ao máximo; ele expressou gratidão por não ter sido vendido.
Histórias de suas habilidades abundaram na costa leste. Sua habilidade foi até usada como prova de que negros escravizados eram iguais aos brancos em inteligência, o que alimentou algumas discussões pró-abolicionistas.

## Documentação de sua habilidade
Quando Fuller tinha cerca de 70 anos, William Hartshorne e Samuel Coates da Pensilvânia estavam em Alexandria e, tendo ouvido falar dos poderes de Fuller, mandaram chamá-lo. Eles lhe fizeram duas perguntas que satisfizeram sua curiosidade.
Primeiro, quando lhe perguntaram quantos segundos havia em um ano e meio, ele respondeu a cada pergunta por vez em cerca de dois minutos, 47.304.000. Em segundo lugar, quando perguntaram quantos segundos viveu um homem que tem 70 anos, 17 dias e 12 horas de vida, ele respondeu em um minuto e meio 2.210.500.800. Um dos homens estava resolvendo os problemas no papel e informou Fuller que sua resposta era muito alta. Fuller respondeu apressadamente: "Pô, Nhonhô, você esqueceu os anos bissextos". Quando os anos bissextos foram adicionados, as somas coincidiram.
Apesar das respostas perfeitas de Fuller, parecia a Hartshorne e Coates que suas habilidades mentais deveriam ter sido maiores. Eles escreveram:
Ele era grisalho e exibia várias outras marcas da fraqueza da velhice. Ele havia trabalhado arduamente em uma fazenda durante toda a vida, mas nunca fora intemperante no uso de bebidas alcoólicas. Ele falava com grande respeito de sua dona e mencionava de maneira particular suas obrigações para com ela por se recusar a vendê-lo, o que ela havia sido tentada a fazer por ofertas de grandes somas de dinheiro de várias pessoas. Um dos senhores, o sr. Coates, tendo observado em sua presença que era uma pena que ele não tivesse uma educação igual à de seu gênio, ele disse: "Não, Massa, é melhor que eu não tenha conhecimento, pois muitos homens eruditos serão grandes tolos."